# Netto Eksplosivstof Mængde
Netto Eksplosivstof Mængde  (NEM)  er vægten af de kemiske krudt-/ stofblandinger, der udgør eksplosivstoffet i fyrværkeriartiklen, angivet i masseenhederne g, kg eller ton
NEM vægten fremgår af Sikkerhedsstyrelsens typegodkendelser af fyrværkeriet af 14. november 2005.
For hver type fyrværkeri er der anført maksimalt tilladte NEM-vægte og satsmængder, når det kategoriseres i kategori 1, 2 eller 3 i henhold til EN 14035-serien. 